# Bargur, Gangawati
Bargur là một làng thuộc tehsil Gangawati, huyện Koppal, bang Karnataka, Ấn Độ.